# Conferencia de Valencia

Emblema del Consejo Federal de la Federación Regional Española de la Asociación Internacional de Trabajadores.

La Conferencia de Valencia fue una reunión secreta de los delegados de la Federación Regional Española de la Asociación Internacional de Trabajadores celebrada en Valencia (España) en septiembre de 1871, durante el reinado de Amadeo I. Se celebró en secreto debido a la persecución que padecía la organización como consecuencia del pánico provocado por la Comuna de París entre los gobiernos y clases dirigentes europeas.

## Antecedentes
En marzo de 1871 estalló la Comuna de París que provocó una «psicosis de terror no sólo en los medios conservadores y de derechas, sino también en la mayoría de los medios burgueses» de toda Europa. En España una de las primeras autoridades en reaccionar fue el gobernador civil de Barcelona que prohibió las huelgas y las reuniones obreras y ordenó asaltar el local de «Las Tres Clases del Vapor» y detener a su principal  dirigente, lo que motivó que el 22 de mayo varios diputados republicanos federales catalanes  presentaran una protesta en las Cortes. Les respondió el ministro de la Gobernación Práxedes Mateo Sagasta que dijo que los internacionalistas eran extranjeros «cuya misión es perturbar el orden y hacer proselitismo» —en realidad se trataba de refugiados communards que huían de la represión que siguió a la derrota de la Comuna—.
Seis días después, 28 de mayo de 1871, Sagasta enviaba una circular a los gobernadores civiles en la que les otorgaba amplios poderes para actuar contra la Internacional. Ante esta situación el 3 de junio el Consejo Federal de la FRE-AIT decidió abandonar Madrid e instalarse en Lisboa. Allí fueron Anselmo Lorenzo, Tomás González Morago y Francisco Mora Méndez —Ángel Mora se quedó en Madrid—. Desde Lisboa el Consejo se puso en contacto con las federaciones locales señalando las dificultades que había para convocar un congreso ordinario de la FRE-AIT que eran donde se elegía al nuevo Consejo Federal por lo que les pedían que arbitrasen algún sistema para renovarlo. Como no recibieron respuesta González Morago dimitió, mientras que Mora y Lorenzo decidieron mantenerse en sus cargos, aunque formalmente dimitidos, y convocar una conferencia secreta a celebrar en Valencia el 10 de septiembre, en la que se elegiría el nuevo Consejo.
Tras la caída a finales de julio de 1871 del gobierno del general Serrano, en el que Sagasta era el ministro de la Gobernación, y su sustitución por otro presidido por Manuel Ruiz Zorrilla que se mostró más tolerante hacia las actividades de la Internacional, el Consejo federal decidió volver a Madrid —aunque González Morago prefirió seguir en Lisboa—.

## Desarrollo
Entre el 10 y el 18 de septiembre de 1871 se celebró en Valencia «en un ambiente de semiclandestinidad» la proyectada Conferencia reservada o secreta. Asistieron 13 delegados que representaban a 3.000 cotizantes y 2.000 miembros pasivos. Entonces la FRE-AIT contaba con 12 Federaciones locales, con 45 secciones de oficio.
En la Conferencia se adoptó una resolución típicamente bakuninista: «Que la verdadera república democrática federal es la propiedad colectiva, la anarquía y la federación económica, o sea, la libre federación universal de libres asociaciones obreras agrícolas e industriales».
Por otro lado, se abordó por primera vez la cuestión de la integración de los campesinos en la FRE, acordándose la creación de la Unión de Trabajadores del Campo, que celebró su primer congreso pocos meses después. El presupuesto en que se basaba su creación era la asimilación del arrendatario, e incluso del pequeño propietario, a la del jornalero, un punto de vista que defendía, por ejemplo, Francesc Tomàs Oliver.
También se aprobó la división «comarcal» (entiéndase regional) de la Federación Regional Española:

NORTE:
Navarra
Guipúzcoa
Álava
Vizcaya
Santander
Oviedo
 Lugo
La Coruña
Pontevedra
Orense
SUR:
Murcia
Albacete
Almería
Granada
Málaga
Jaén
Córdoba
Sevilla
Cádiz
Huelva
Islas Canarias
ESTE: 
 Huesca
 Zaragoza
 Teruel
 Lérida
 Gerona
 Barcelona
 Tarragona
 Castellón
 Valencia
 Alicante 
Islas Baleares
OESTE: 
 Badajoz
 Cáceres
 Salamanca
 Zamora 
León
CENTRO: 
Burgos 
Valladolid 
Logroño 
Palencia 
Soria 
Segovia
 Guadalajara 
Ávila 
Madrid 
Toledo
 Ciudad Real 
Cuenca

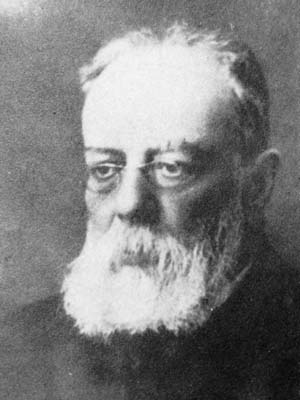
Anselmo Lorenzo, ¿hacia 1900?

Se eligió un nuevo Consejo formado por Francisco Mora Méndez (zapatero), Ángel Mora (propietario de una pequeña carpintería), Valentín Sáenz (tenedor de libros), Inocente Calleja (propietario de una platería), Hipólito Pauly (tipógrafo), José Mesa (director de La Emancipación), Anselmo Lorenzo (tipógrafo), Pablo Iglesias (tipógrafo) y Víctor Pagés (obrero de oficio desconocido). Asimismo se acordó que la sede del próximo Congreso fuese Zaragoza y que Anselmo Lorenzo representara a la FRE en la Conferencia de la Internacional que se iba a celebrar en Londres. A propuesta de Francisco Mora los nuevos miembros fueron admitidos en la bakuninista Alianza Internacional de la Democracia Socialista, formalmente disuelta pero que seguía existiendo en España.
Lorenzo llevó consigo la Proposición que la Conferencia de delegados de las Federaciones locales de la Región española, verificada en Valencia el 10 de septiembre de 1871, presenta a la Conferencia Internacional de Londres, que consistía en un «proyecto de organización social de las clases trabajadoras» que reproducía el modelo de la Federación Española: la formación de secciones de oficio por cada localidad que unidas constituyen la Federación local, la cual junto con el resto de Federaciones locales constituyen la «Federación regional con un Consejo federal regional, nombrado en un Congreso de representantes de todas las Federaciones locales». «Todas las Federaciones regionales constituyen la Federación Internacional con un Consejo general, nombrado en Congreso de representantes de todas las Federaciones regionales». Esta estructura destinada a «la guerra a los explotadores» y a la «liquidación social» en la «nueva sociedad» constituiría «la emancipación del trabajo, la solidaridad de los trabajadores y el establecimiento del cambio de productos con productos».
Sin embargo, en la Conferencia de Londres las tesis bakuninistas defendidas por la FRE salieron derrotadas y se ratificaron las tesis marxistas aprobadas anteriormente: la «constitución de proletariado en partido político es indispensable para asegurar el triunfo de la revolución social y de su aspiración suprema: la abolición de las clases sociales»; «la actuación de la clase obrera, su movimiento económico y su acción política están indisolublemente unidos». Asimismo se ratificó la disolución de la Alianza Internacional de la Democracia Socialista de Bakunin.
Aunque a su vuelta a España Lorenzo no explicó las diferencias que había en el seno de la Internacional entre bakuninistas y marxistas, las discrepancias fueron conocidas. Así a partir de la conferencia de Londres una parte de la sección madrileña, integrada por los redactores del diario La Emancipación, empezó a adoptar la tesis marxistas y a publicar artículos en los que de forma «habilidosa» las defendía, como el que publicó el 27 de noviembre de 1871 en el que decía: «Nosotros no dijimos jamás que la Internacional deba hacer abstracción de toda idea política, sino que la clase obrera debe tener su política, correspondiente a sus propios intereses». En ese mismo mes de noviembre Francisco Mora Méndez, uno de los miembros del grupo de La Emancipación, comenzó a cartearse con Engels.